# Singrauli
Singrauli là một thành phố và là nơi đặt hội đồng thành phố (municipal corporation) của quận Sidhi thuộc bang Madhya Pradesh, Ấn Độ.

## Nhân khẩu
Theo điều tra dân số năm 2001 của Ấn Độ, Singrauli có dân số 185.580 người. Phái nam chiếm 54% tổng số dân và phái nữ chiếm 46%. Singrauli có tỷ lệ 59% biết đọc biết viết, thấp hơn tỷ lệ trung bình toàn quốc là 59,5%: tỷ lệ cho phái nam là 70%, và tỷ lệ cho phái nữ là 46%. Tại Singrauli, 18% dân số nhỏ hơn 6 tuổi.